# Taslima Nasrin

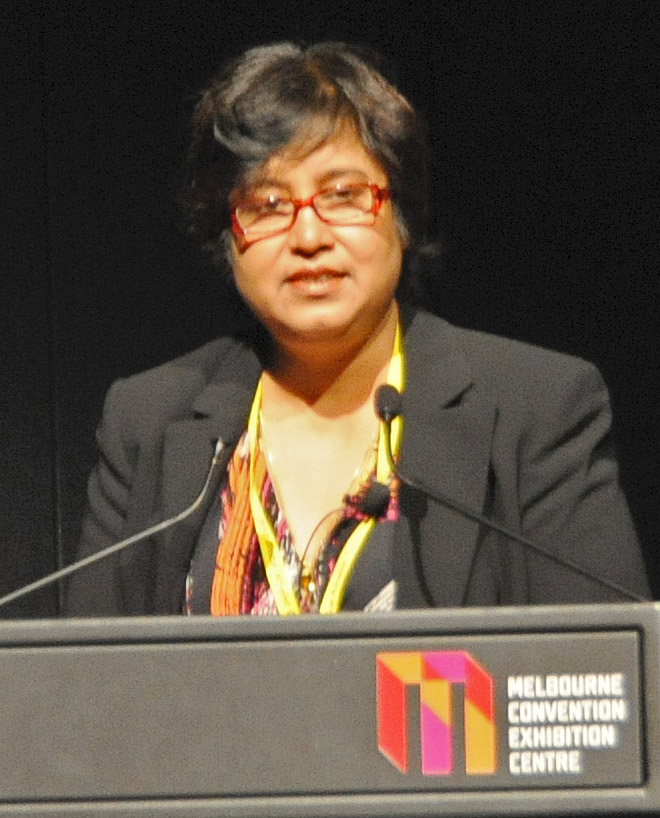
Taslima Nasrin

Taslima Nasrin, także Taslima Nasreen (ur. 25 sierpnia 1962 w Mojmonszinho) – bengalska lekarka, pisarka, feministka i działaczka ruchu na rzecz praw człowieka, w tym praw kobiet oraz ruchu wolnomyślicielskiego. Laureatka Nagrody Sacharowa z 1994.

## Życiorys
Od lat 80. XX w. publikowała artykuły w obronie dyskryminowanych kobiet i mniejszości religijnych. Po opublikowaniu w 1993 r. powieści Lajja (Wstyd) o prześladowaniach mniejszości hinduistycznej przez społeczność muzułmańską, islamiści wydali na nią fatwę pod zarzutem „złośliwego zranienia uczuć religijnych”, wyznaczając nagrodę pieniężną za jej głowę. Dla wywarcia presji na rządzie Bangladeszu doprowadzono do ogłoszenia strajku generalnego oraz zorganizowano demonstrację, w której udział wzięło ok. 300 tys. muzułmanów. Pisarka uciekła wówczas do Szwecji, obecnie mieszka w Holandii.
Jest autorką kilkunastu książek – esejów, powieści, autobiografii i poezji.

## Nagrody
Za swą działalność pisarską i społeczną była honorowana wieloma nagrodami i doktoratami honoris causa na całym świecie, m.in.:
- Ananda Award (Indie, 1992, 2000)
- Natyasava Award (Bangladesz, 1992)
- Nagroda Sacharowa przyznawana przez Parlament Europejski bojownikom o prawa człowieka (1994)
- Human Rights Award (rząd Francji, 1994)
- Kurt Tukholsky Prize (Szwedzki PEN, 1994)
- Hellman-Hammett Grant (Human Rights Watch, USA, 1994)
- Humanist Award (Norweskie Stowarzyszenie Humanistyczne, 1994)
- Feminist of the Year (Feminist Majority Foundation, USA, 1994)
- Doktorat honoris causa (Uniwersytet w Gandawie, Belgia, 1995)
- Stypendium DAAD (Deutscher Akademischer Austauschdienst) (Niemcy, 1995)
- Monismanien Prize (Uniwersytet w Uppsali, Szwecja, 1995)
- International Humanist Award (IHEU, 1996)
- Humanist Laureate (International Academy for Humanism, USA, 1996)
- Ananda Award (Indie, 2000)
- Global Leader for Tomorrow (Światowe Forum Ekonomiczne, 2000)
- Erwin Fischer Award (IBKA, Niemcy, 2002)
- Freethought Heroine Award (Freedom From Religion Foundation, USA, 2002)
- Fellowship at Carr Center for Human Rights Policy (John F. Kennedy School of Government, Uniwersytet Harvarda, USA, 2003)
- Nagroda UNESCO za promocję tolerancji i pacyfizmu (2004)
- Doktorat honoris causa American University of Paris (Francja, 2005)
- Grand Prix International Condorcet-Aron 2005 (Parlament Francuski w Belgii, 2005)

W 2005 r. była też nominowana do Pokojowej Nagrody Nobla.